# ライスヴェス・アレヤ

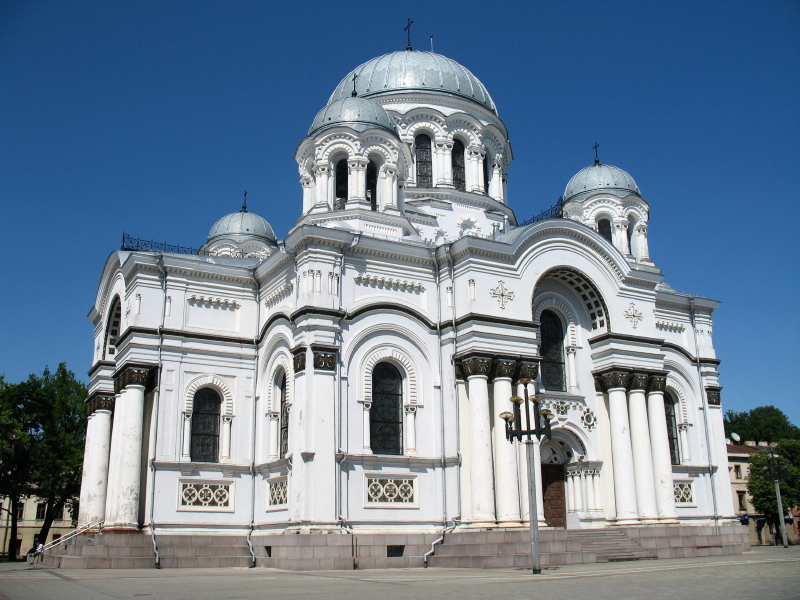
聖ミカエル教会

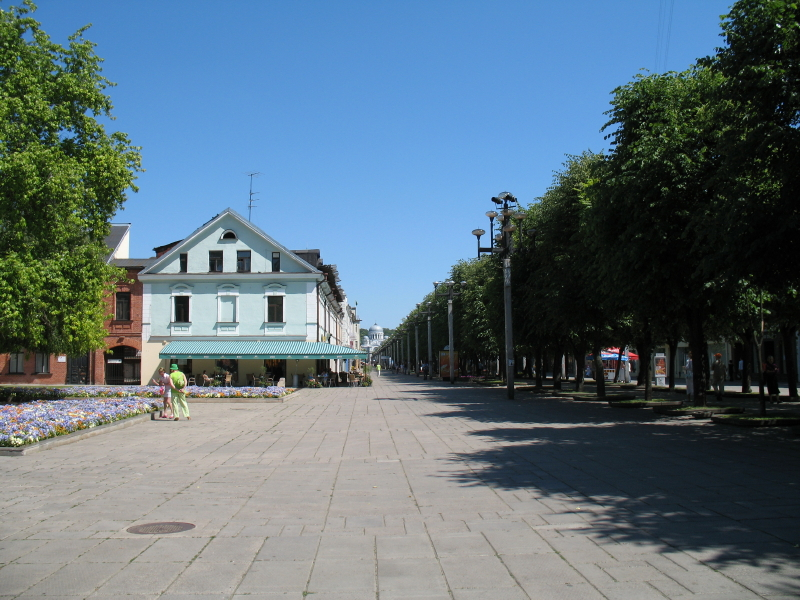
ライスヴェス・アレヤ

ライスヴェス・アレヤ（リトアニア語：Laisvės alėja）は、カウナスの中心街を東西に走る目抜き通りである。ソ連時代にはスターリン通りと呼ばれた。
「ライスヴェス通り」とも訳され、リトアニア語で「自由通り」を意味する。商業の中心地となっており、車両はこの大通りには進入できない。東は聖ミカエル教会から、西は中央郵便局や動物学博物館まで続き、そのままカウナスの旧市街に続く。
ヨーロッパで最も長い歩行者天国の1つとされる。自転車を除く車両がこの大通りを走ることは禁じられているが、途中の交差点で自動車がこの大通りを南北に横断することはできる。通りは中央に樹木が植えられており、左右2つの歩道に分かれている。
大通りの建設は、19世紀後半から20世紀初頭にかけて行われた。カウナスに要塞が作られたため、建物は聖ミカエル教会など一部の例外を除き、2 - 3階建てに制限されている。
かつては車両もこの通りを走っていたが、1982年には建築家V・パラウスカスとV・パレツキエネの企画により、歩行者天国に変えられた。
座標: 北緯54度53分50秒 東経23度54分49秒 / 北緯54.89722度 東経23.91361度